# Черноуста акула
Черноустата акула (Galeus melastomus) е вид акула от семейство Scyliorhinidae. Видът не е застрашен от изчезване.

## Разпространение и местообитание
Разпространен е в Албания, Алжир, Белгия, Босна и Херцеговина, Великобритания, Германия, Гърция, Дания, Египет, Западна Сахара, Израел, Испания, Италия, Либия, Мавритания, Мароко, Нидерландия, Норвегия, Португалия, Сенегал, Сирия, Словения, Тунис, Турция, Франция, Хърватия, Черна гора и Швеция.
Обитава океани и морета. Среща се на дълбочина от 9 до 1484 m, при температура на водата от 7,3 до 14,3 °C и соленост 35,1 — 38,7 ‰.

## Описание
На дължина достигат до 90 cm, а теглото им е максимум 1370 g.
Популацията на вида е стабилна.